# おねがいマイメロディ 〜くるくるシャッフル!〜
『おねがいマイメロディ 〜くるくるシャッフル!〜』は、日本のテレビアニメ。テレビ大阪を制作局として、2006年4月2日から2007年3月25日までテレビ東京系列にて放送された。『おねがいマイメロディ』シリーズの第2期。

## 概要
サンリオのキャラクター「マイメロディ」からのスピンオフ作品（ストーリーはアニメ完全オリジナル）。
前作『おねがいマイメロディ』のテレビ大阪による視聴率・アガツマでの関連商品の売れ行きが好調なため、その続編（第2期）として製作された。概要は、前作から変わりなく同じである。
サンリオのファンシーキャラクターを主人公としたアニメだが、世界観は牧歌的メルヘン世界ではない。現実の人間社会とそれに影響されるファンシーワールドとを舞台に、サンリオのキャラクターイメージを広げる個性豊かなファンシーキャラと、多様な人間の登場人物たちの交流を中心として、ギャグや魔法バトルやラブコメなど様々な要素が展開される、明るい少女向けアニメ。

## あらすじ
マイメロディ（通称マイメロ）は、人間世界やマリーランドの滅亡を目論んだダークパワーの野望を阻止し、王様から受けた使命を果たしたため、人間界でお友達になった夢野歌たちに別れを告げ、捕らえたクロミとバクと共に、マリーランドへ戻っていった。
マリーランドに戻されたクロミとバクは、脱走し世界を滅亡に導いた罰として、お城の反省室に入れられ反省文を書いていた。しかし、前作と同様、反省室の壁を壊し、隣の宝物庫から新たなメロディ・キーや謎のアイテムを盗み、お城を抜け出して人間界へ逃げてしまう。
マイメロは、アンダンテの森でフラットくんたちと遊ぶ日々に戻ったが、歌のことを思い出していた。その時、クロミが再び人間界に逃げたことで、王様からクロミの悪巧みを止める使命を受ける。そして、メロディ・タクトや新しいアイテムとしてお助けキャラを呼べるタロットカードを授かり、人間界へ向かった。
一方、人間界の歌も、マイメロに会いたいと思っていると、その夢の匂いを嗅ぎつけたクロミが悪夢魔法をかけてしまい、クラスメイトが変身し授業どころではなくなる。そこにマイメロが現れ、新しいアイテムで悪夢魔法を解き、再び夢野家にお世話になることになった。
その後、歌のクラスに転入生が加わるが、それは柊恵一の弟で留学先のイギリスから帰国した柊潤。自己紹介ではギターを弾きだし、女子を口説くなど、美形であるが同じ兄弟とは思えない人物だった。
その潤の兄、恵一は、世界を滅亡に導いた人物としてマリーランドで裁判を受け、ある刑罰を課され人間界に戻って来ていた。

## キャラクター
ここでは主要な登場人物のみ記載する。その他の登場キャラクターや詳しい説明については、「おねがいマイメロディの登場キャラクター」の一覧から各記事を参照。
前作『おねがいマイメロディ』から引き続き登場する「主なキャラクター」
※詳細は各キャラクターの項目を参照。
- マイメロディ
- 夢野歌
- クロミ
- バク
- 小暮駆
- フラットくん ピアノちゃん（ひつじさん）
- 柊恵一
- 桜塚美紀
- 藤崎真菜
- 夢野奏
- 夢野琴
- クロミーズ（ワンミ）
- クロミーズ（チューミ）

『おねがいマイメロディ 〜くるくるシャッフル!〜』より登場する「主なキャラクター」
柊潤（ひいらぎ じゅん）
柊恵一の弟。5年ぶりにイギリスから帰国し、夢野歌と同じクラスに転入した。悪夢魔法の新たな「力の源」でもある。
ウサミミ仮面とシツジ仮面
マイメロのくるくるシャッフルで選ばれたカードにより現れた「謎の仮面」お助けキャラ。

## スタッフ
- 原案 - サンリオ、福嶋一芳
- 監督 - 森脇真琴
- シリーズ構成 - 山田隆司
- キャラクターデザイン - 宮川知子
- クリーチャーデザイン原案 - 山本ルンルン
- 美術監督 - 福田和矢、水野友紀子
- 色彩設定 - 石黒文子、大倉喜美子
- 撮影監督 - 鎌田克明
- 編集 - 中葉由美子、村井秀明
- 音響監督 - 平光琢也
- 音楽 - 渡部チェル
- プロデューサー - 原弘之、渡辺和哉、可知秀幸、茂垣弘道→小竿俊一
- アニメーション制作 - スタジオコメット
- 製作 - テレビ大阪、読売広告社、マイメロディ製作委員会

## 主題歌
- OP「コイ♥クル」 歌 - 黒木マリナ / 作詞 - 山田ひろし / 作曲・編曲 - 渡部チェル
第1話・第2話の映像ではウサミミ仮面のシルエットは登場しない。また、前作と同様、クルミ・ヌイが登場する第31話の映像では、サビ終盤の映像が夢野家のベランダのマイメロと歌から柊家の屋根上のクロミに変わっている。
- 前期ED（第1話 - 第27話）「ハレ☆ソラ」 歌 - まいめろでぃーず（板倉さき、福田舞、石川梓文、岡田真菜実）
  - 10月のEDはアニメのイメージソングを順番に使用した。
  - ED 10月8日（第28話） 「kuru kuru kuru」 歌 - マイメロディ（佐久間レイ） / 作詞 - ビーンズ豆田 / 作曲・編曲 - 小西真理
  - ED 10月15日（第29話）「おれはウサミミ仮面」 歌 - ウサミミ仮面（置鮎龍太郎）
  - ED 10月22日（第30話）「ドリーム!ドリーム!ドリーム!」 歌 - 夢野歌と夢防衛少女隊
  - ED 10月29日（第31話）「ロミーの夢」 歌 - クロミ（竹内順子） / 作詞 - 山田ひろし / 作曲・編曲 - 渡部チェル
- 後期ED（第32話 - 第52話）「手をつなごう」 歌 - まいめろでぃーずとマリーランドのなかまたち（マイメロディ、クロミ、ピアノちゃん、バク） / 作詞 - 山田ひろし / 作曲・編曲 - 渡部チェル

## 各話リスト
| 話数   | サブタイトル                    | 脚本              | 絵コンテ     | 演出             | 作画監督                                  | 放送日        | 収録DVD   |
| ------ | ------------------------------- | ----------------- | ------------ | ---------------- | ----------------------------------------- | ------------- | --------- |
| 第1話  | マイメロに会えたらイイナ!       | 山田隆司          | 廣川集一     | 廣川集一         | 松本勝次                                  | 2006年 4月2日 | MELODY.1  |
| 第2話  | アニキに勝てたらイイナ!         | 山田隆司          | 井上修       | 麦野アイス       | 武内啓                                    | 4月9日        | MELODY.1  |
| 第3話  | オンプがいっぱいとれたらイイナ! | 江夏由結          | 江島泰男     | 江島泰男         | 宮崎曹                                    | 4月16日       | MELODY.1  |
| 第4話  | イケメンになったらイイナ!       | 平野靖士          | 熱海血朗     | 河合夢男         | 梶浦紳一郎 田中保                         | 4月23日       | MELODY.1  |
| 第5話  | 仲間が見つかったらイイナ!       | 山田隆司          | 高柳哲司     | 矢花馨           | 古池敏也                                  | 4月30日       | MELODY.2  |
| 第6話  | 拍手をもらえたらイイナ!         | 江夏由結          | 井上修       | いとがしんたろー | 稲田真樹                                  | 5月7日        | MELODY.2  |
| 第7話  | クロミの日になったらイイナ!     | 山田隆司          | 渡辺健一郎   | 渡辺健一郎       | 岡村正弘                                  | 5月14日       | MELODY.2  |
| 第8話  | タコヤキが食べれたらエエな!     | 平野靖士          | 麦野アイス   | 麦野アイス       | 武内啓                                    | 5月21日       | MELODY.2  |
| 第9話  | スキって言えたらよろしおすナ!   | 江夏由結          | 江島泰男     | 江島泰男         | 宮崎曹                                    | 5月28日       | MELODY.3  |
| 第10話 | サッカーできたらイイナ!         | 前川淳            | 高柳哲司     | 廣川集一         | 松本勝次                                  | 6月4日        | MELODY.3  |
| 第11話 | 潤になれたらイイナ!             | 山田隆司          | 井上修       | 秋田谷典昭       | 古池敏也                                  | 6月11日       | MELODY.3  |
| 第12話 | かまってくれたらイイナ!         | 平野靖士          | 政木伸一     | 山田一夫         | 梶浦紳一郎                                | 6月18日       | MELODY.3  |
| 第13話 | 気づいてくれたらイイナ!         | 前川淳            | 岡村正弘     | 岡村正弘         | 稲田真樹                                  | 6月25日       | MELODY.4  |
| 第14話 | お行儀よくなったらイイナ!       | 江夏由結          | 麦野アイス   | 麦野アイス       | 武内啓 仲田美歩                           | 7月2日        | MELODY.4  |
| 第15話 | 活躍できたらイイナ!             | 前川淳            | 高柳哲司     | 四辻たかお       | 渡辺章                                    | 7月9日        | MELODY.4  |
| 第16話 | 初恋が実ったらイイナ!           | 山田隆司          | 井上修       | 秋田谷典昭       | 古池敏也                                  | 7月16日       | MELODY.4  |
| 第17話 | マリーランドになったらイイナ!   | 平野靖士          | 渡辺健一郎   | 渡辺健一郎       | 松本勝次                                  | 7月23日       | MELODY.5  |
| 第18話 | マイメロが帰ってきたらイイナ!   | 岸間信明          | 尼野浩正     | 石田ひろし       | 梶浦紳一郎                                | 7月30日       | MELODY.5  |
| 第19話 | のんびり出来たらイイナ!         | 山田隆司          | 岡村正弘     | 岡村正弘         | 稲田真樹                                  | 8月6日        | MELODY.5  |
| 第20話 | 泳げたらイイナ!                 | 前川淳            | 高柳哲司     | 四辻たかお       | 渡辺章                                    | 8月13日       | MELODY.5  |
| 第21話 | バイオリンがきけたらイイナ!     | 江夏由結          | 政木伸一     | 廣川集一         | 小野陽子 岡村正弘                         | 8月20日       | MELODY.6  |
| 第22話 | ウサミミだったらイイナ!         | 大場小ゆり        | 井上修       | 池畠博史         | 古池敏也                                  | 8月27日       | MELODY.6  |
| 第23話 | タクトがとれたらイイのダー!     | 平野靖士          | 尼野浩正     | 室谷靖           | 松本勝次                                  | 9月3日        | MELODY.6  |
| 第24話 | おでんが売れたらイイナ!         | 山田隆司          | 渡辺健一郎   | 渡辺健一郎       | 稲田真樹                                  | 9月10日       | MELODY.6  |
| 第25話 | ギャフンて言ったらイイナ!       | 前川淳            | 高柳哲司     | 平井義通         | 梶浦紳一郎 仲田美歩                       | 9月17日       | MELODY.7  |
| 第26話 | 委員長になれたらイイナ!         | 岸間信明          | 尼野浩正     | 岡崎幸男         | 劉錫熙                                    | 9月24日       | MELODY.7  |
| 第27話 | ハッキリしてくれたらイイナ!     | 江夏由結          | 高柳哲司     | 岡村正弘         | 本田辰雄                                  | 10月1日       | MELODY.7  |
| 第28話 | ギターが上手くなったらイイナ!   | 山田隆司          | 井上修       | 丸山由太         | 古池敏也                                  | 10月8日       | MELODY.7  |
| 第29話 | パティシエになれたらイイナ!     | 大場小ゆり        | 尼野浩正     | 渡辺健一郎       | 松本勝次                                  | 10月15日      | MELODY.8  |
| 第30話 | ピンクの森に行けたらイイナ!     | 岸間信明          | 政木伸一     | 又野弘道         | 稲田真樹                                  | 10月22日      | MELODY.8  |
| 第31話 | もう一度踊れたらイイナ!         | 平野靖士 山田隆司 | 大久保政雄   | 大久保政雄       | 野田康行                                  | 10月29日      | MELODY.8  |
| 第32話 | カッコ良くなれたらイイぞな!     | 山田隆司          | 高柳哲司     | 岡崎幸男         | 阿部千秋                                  | 11月5日       | MELODY.8  |
| 第33話 | 元気になったらイイナ!           | 前川淳            | 岡村正弘     | 岡村正弘         | 梶浦紳一郎 仲田美歩                       | 11月12日      | MELODY.9  |
| 第34話 | あの頃に戻れたらイイナ!         | 江夏由結          | 井上修       | 池畠博史         | 古池敏也                                  | 11月19日      | MELODY.9  |
| 第35話 | 手をつなげたらイイナ!           | 大場小ゆり        | 尼野浩正     | 平井義通         | 松本勝次                                  | 11月26日      | MELODY.9  |
| 第36話 | 家族になれたらイイナ!           | 岸間信明          | 渡辺健一郎   | 渡辺健一郎       | 稲田真樹 金沢比呂司                       | 12月3日       | MELODY.9  |
| 第37話 | ダーリンって呼ばれたらイイナ!   | 山田隆司          | 金﨑貴臣     | 高林久弥         | 宮川知子 仲田美歩                         | 12月10日      | MELODY.10 |
| 第38話 | 赤ずきんになれたらイイナ!       | 前川淳            | 高柳哲司     | 熨斗谷充孝       | 阿部千秋                                  | 12月17日      | MELODY.10 |
| 第39話 | 声がとどいたらイイナ!           | 森脇真琴          | 政木伸一     | 政木伸一         | 仲田美歩 稲田真樹 梶浦紳一郎              | 12月24日      | MELODY.10 |
| 第40話 | 初笑いできたらイイナ!           | 大場小ゆり        | 井上修       | 新田健治         | 古池敏也                                  | 2007年 1月2日 | MELODY.10 |
| 第41話 | ゴールできたらイイナ!           | 江夏由結          | 尼野浩正     | 岡村正弘         | 松本勝次                                  | 1月7日        | MELODY.11 |
| 第42話 | ホンキがとどけばイイナ!         | 前川淳            | 金﨑貴臣     | 池畠博史         | 小野陽子 稲田真樹                         | 1月14日       | MELODY.11 |
| 第43話 | OKだったらイイナ!               | 山田隆司          | 大久保政雄   | 山田一夫         | 野田康行                                  | 1月21日       | MELODY.11 |
| 第44話 | 出てきてくれたらイイナ!         | 大場小ゆり        | 高柳哲司     | 熨斗谷充孝       | 阿部千秋                                  | 1月28日       | MELODY.11 |
| 第45話 | チュウできたらイイナ!           | 江夏由結          | みなみはるか | みなみはるか     | 梶浦紳一郎 Kim Hae Sook 稲田真樹 宮川知子 | 2月4日        | MELODY.12 |
| 第46話 | チョコをもらえたらイイナ!       | 岸間信明          | 井上修       | 福本潔           | 古池敏也                                  | 2月11日       | MELODY.12 |
| 第47話 | 元にもどってくれたらイイナ!     | 山田隆司          | 尼野浩正     | 池畠博史         | 松本勝次                                  | 2月18日       | MELODY.12 |
| 第48話 | 正体がわかったらイイナ!         | 前川淳            | 金﨑貴臣     | 岡村正弘         | 稲田真樹 小野陽子 仲田美歩                | 2月25日       | MELODY.12 |
| 第49話 | ありがとうって言えたらイイナ!   | 江夏由結          | 大久保政雄   | みなみはるか     | 野田康行                                  | 3月4日        | MELODY.13 |
| 第50話 | 潤を救えたらイイナ!             | 大場小ゆり        | 井上修       | 熨斗谷充孝       | 阿部千秋 宮川知子                         | 3月11日       | MELODY.13 |
| 第51話 | メロディがとどいたらイイナ!     | 山田隆司          | 渡辺健一郎   | 渡辺健一郎       | 梶浦紳一郎 仲田美歩 宮川知子              | 3月18日       | MELODY.13 |
| 第52話 | 夢がかなったらイイナ!           | 山田隆司          | 政木伸一     | 政木伸一         | 稲田真樹 宮川知子 仲田美歩                | 3月25日       | MELODY.13 |

- 第8話、9話については、「イイナ!」が舞台となった場所の方言に変わっている。第23話、第32話では、そのときのメインになったキャラの口癖に変わっている。
- 第40話は、年末年始進行のため、テレビ東京系列のみ放送時間が1月2日（火）午前9時00分に変更して放送された。

## 放送局
特記のない限り全てテレビ東京系列。同時ネット局全局で字幕放送実施。
| 放送期間（または、放送体制） | 放送時間           | 放送局         | 対象地域       | 備考                                         |
| ---------------------------- | ------------------ | -------------- | -------------- | -------------------------------------------- |
| 2006年4月2日 - 2007年3月25日 | 日曜 9:30 - 10:00  | テレビ大阪     | 大阪府         | 製作局                                       |
|                              |                    | テレビ北海道   | 北海道         |                                              |
|                              |                    | テレビ東京     | 関東広域圏     |                                              |
|                              |                    | テレビ愛知     | 愛知県         |                                              |
|                              |                    | テレビせとうち | 岡山県・香川県 |                                              |
|                              |                    | TVQ九州放送    | 福岡県         |                                              |
| 遅れネット                   | 金曜 7:30 - 8:00   | 奈良テレビ     | 奈良県         | 独立局                                       |
|                              | 月曜 18:30 - 19:00 | テレビ和歌山   | 和歌山県       | 独立局                                       |
|                              | 金曜 10:55 - 11:25 | テレビ大分     | 大分県         | フジテレビ系列・日本テレビ系列クロスネット局 |

また数か月遅れでCS局・アニマックスでもそれぞれ放送された。

## 関連書籍
漫画
各1話完結のアンソロジーコミック。第1巻は5話収録。第2巻は4話収録。著者はうえだ美貴、おのとしひろ、やました売、島津蓮、大橋よしひこ、富士山みえる。
- 第1巻 2006年6月発売 ISBN 978-4-7897-2908-6
- 第2巻 2006年11月発売 ISBN 978-4-7897-2973-4

「おねがいマイメロディ はいすく〜る」2013年3月 スマッシュ文庫 ISBN 978-4-569-67969-3
執筆は山田隆司、イラストは宮川知子。本作から3年後の設定で、夢野家の3姉妹は共に進学している。アニメでは見られなかった脱糞などの表現がある。
「おねがいマイメロディ ふぉ〜えば〜」2014年4月 スマッシュ文庫 ISBN 978-4-569-76162-6
執筆は山田隆司、イラストは宮川知子。「はいすく〜る」の後日談で、ウスラ・バッカ・ウラノスやクロメロディなどの新キャラクターが登場している。
「おねがいマイメロディ 短編これくしょん」2015年4月 スマッシュ文庫 ISBN 978-4-569-76345-3
執筆は山田隆司、イラストは宮川知子。短編集。